# Superconducting Super Collider

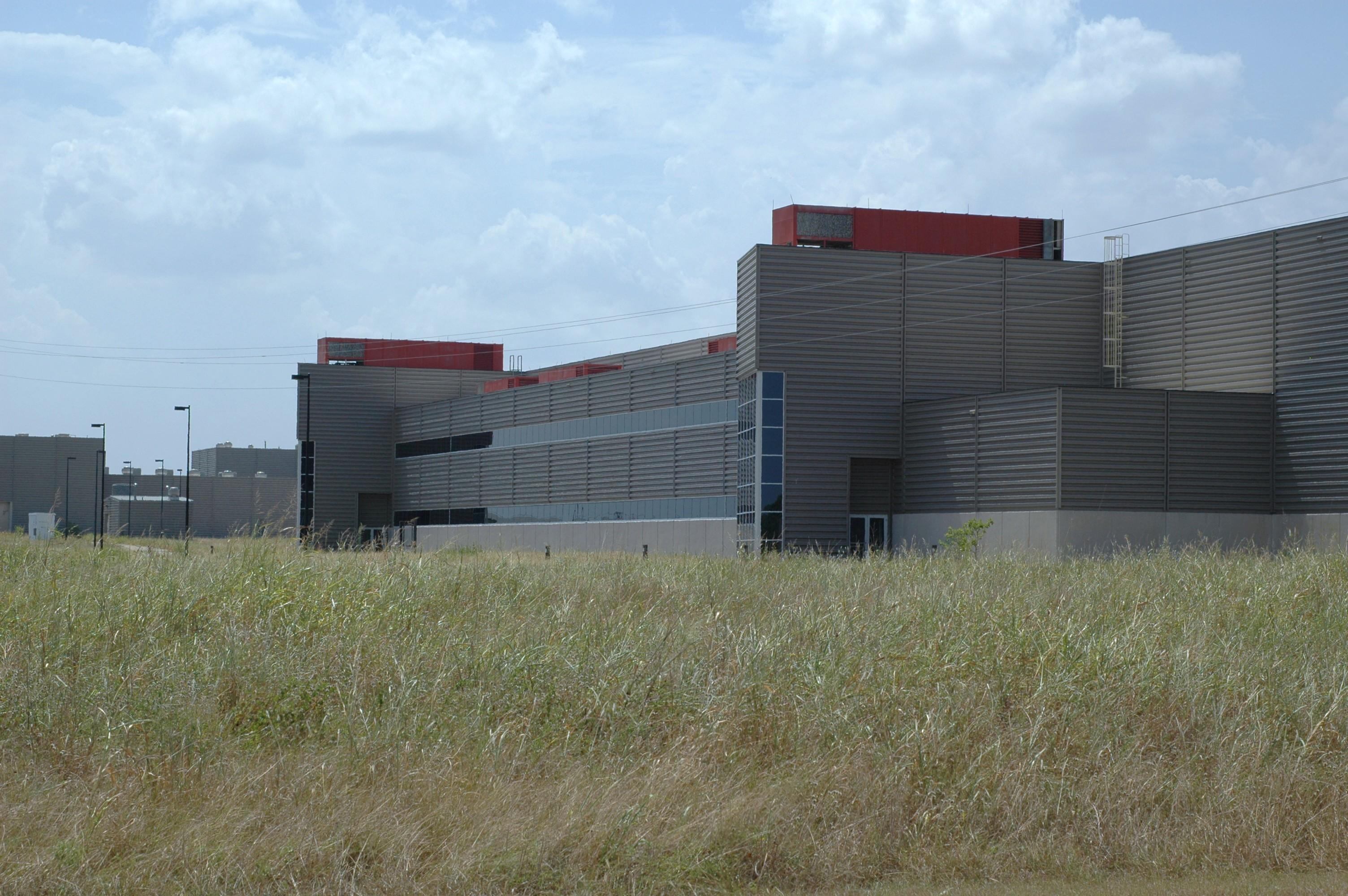
de Superconducting Super Collider

De Superconducting Super Collider, bijgenaamd Desertron, is een nooit voltooide Amerikaanse deeltjesversneller die werd gebouwd nabij Waxahachie, Texas. De bedoeling was dat dit de grootste en snelste deeltjesversneller ooit zou worden, die de grote concurrent, de Europese Large Hadron Collider, zou overtreffen. Het project werd in oktober 1993 echter definitief afgelast nadat er zeer veel weerstand tegen gerezen was, onder meer vanwege de hoge kosten. 

## Geschiedenis
In december 1983 werd er een eerste voorstel voor het project gedaan. Men stelde zich de vraag of het technisch en economisch mogelijk was om een dergelijke deeltjesversneller te bouwen, die deeltjesbundels met 20 TeV per proton kon produceren. Tot de uitgesproken voorstanders van de Superconducting Super Collider behoorde Leon Lederman, directeur van Fermilab en een latere Nobelprijswinnaar voor de natuurkunde. Volgens sommige bronnen is hij tevens de ontwerper van het hele project geweest.
Nadat het project eerst grondig was onderzocht en goedgekeurd door het United States Department of Energy, werd het uiteindelijk in 1988 aan de staat Texas toegewezen. De hoge kosten die ermee gemoeid waren, waren toen al een heikel discussiepunt. In 1987 werden de kosten geschat op 4,4 miljard dollar. Een van de aangevoerde argumenten van tegenstanders van het project was dat er tegelijkertijd een ongeveer even dure sponsoring door de NASA van het ruimtestation ISS liep, en dat de VS zich dit financieel onmogelijk tegelijk konden veroorloven. 
Hoewel de nieuw aangetreden president Bill Clinton het project van de Superconducting Super Collider niet steunde, deed hij in de eerste maanden van 1993 nog wel pogingen om het afgelasten ervan te voorkomen. In juni 1993 kwam het Project On Government Oversight met een uitermate kritisch rapport over de extreem hoge kosten en de slechte manier waarop het project geleid werd.
Uiteindelijk besloot het Amerikaanse Congres in oktober 1993 om het project van de Superconducting Super Collider helemaal op te doeken, nadat er inmiddels 2 miljard dollar in was gestoken. De afgelasting had onder meer negatieve gevolgen voor een deel van het Dallas-Fort Worth Metroplex en zorgde voor een kleine recessie in het zuidelijke deel van de stad Dallas.